# Takate (kommun i Marocko)
Takate (franska: Takate (CR), Takate (Commune Rurale), arabiska: تفتاشت) är en kommun i Marocko.   Den ligger i provinsen Essaouira och regionen Marrakech-Safi, i den nordvästra delen av landet, 400 km sydväst om huvudstaden Rabat. Antalet invånare är 11 479.